# NGC 6332
NGC 6332 is een spiraalvormig sterrenstelsel in het sterrenbeeld Hercules. Het hemelobject werd op 11 juli 1876 ontdekt door de Franse astronoom Édouard Jean-Marie Stephan.

## Synoniemen
- UGC 10773
- MCG 7-35-54
- ZWG 225.82
- PGC 59927